# Ural Ufa
Ural Ufa (russisch Урал Уфа; baschkirisch Урал Өфө) ist ein russischer Männer-Volleyballverein aus Ufa in Baschkortostan. Der Verein wurde 1992 gegründet und spielt seit 1998 in der russischen Superliga. Im europäischen CEV-Pokal 2006/07 erreichte das Team das Viertelfinale. Der deutsche Nationalspieler Robert Kromm spielte in der Saison 2010/11 in Ufa. 2012/13 wurde Ufa russischer Vizemeister. Seit 2013 spielt hier auch der ehemalige deutsche Nationalspieler Björn Andrae.